# Vila Olímpica (Munique)

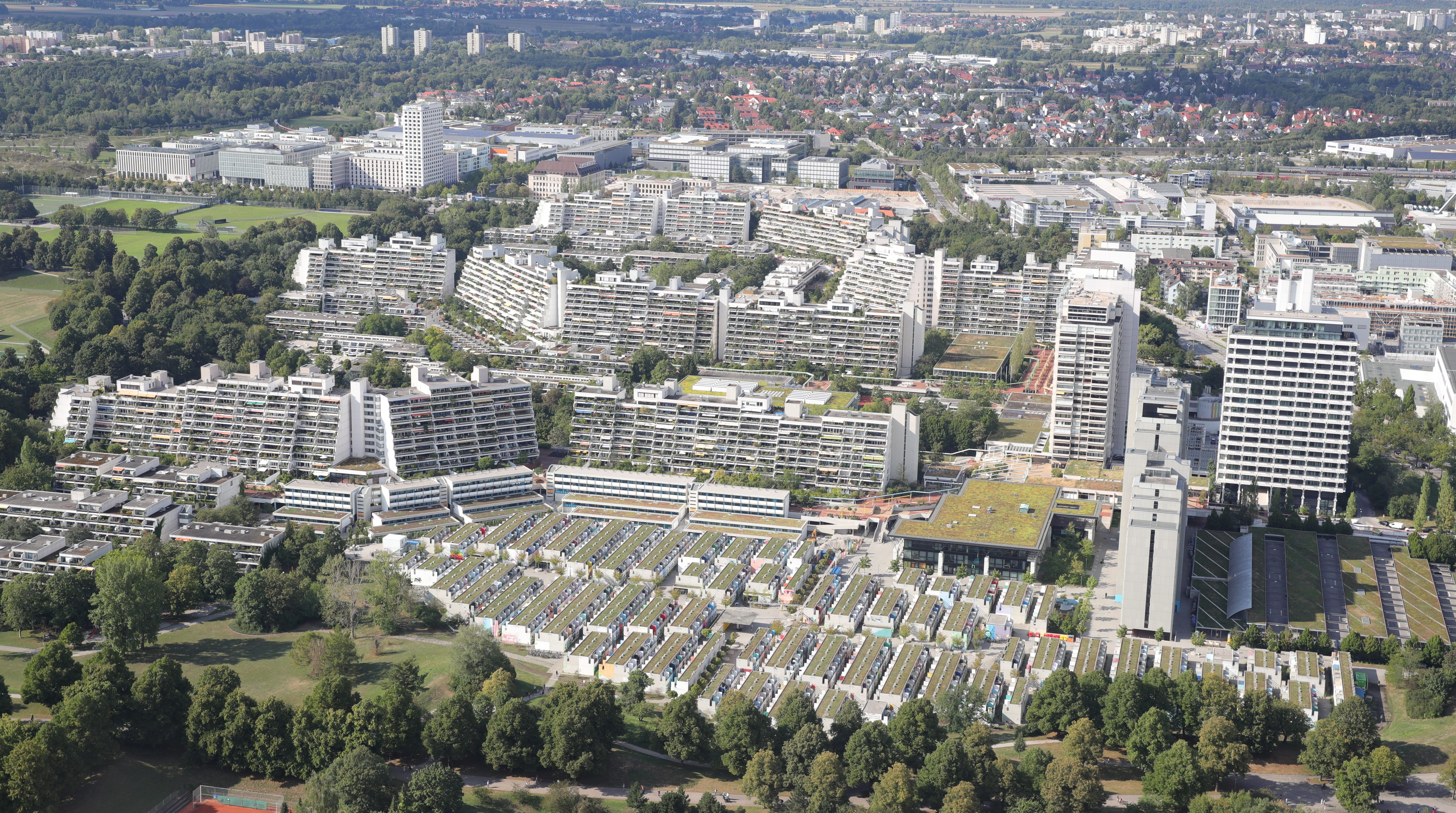
A Vila Olímpica em Munique vista da Torre Olímpica.

A Vila Olímpica (em alemão:  Olympisches Dorf) foi construída para os Jogos Olímpicos de Verão de 1972 em Munique, Alemanha, e foi usada para abrigar os atletas durante os jogos. O massacre de Munique ocorreu em um de seus blocos de apartamentos, Connollystraße 31; a rua recebeu o nome de um participante irlandês-americano nas Olimpíadas de 1896. A Vila Olímpica fica na parte norte do Parque Olímpico.
Em 5 de setembro de 1972, a vila foi alvo do Massacre de Munique, um ataque terrorista perpetrado pela Organização Setembro Negro (um braço militante do Fatah) no qual onze atletas israelenses e um policial alemão foram mortos. Disfarçados de atletas com chaves roubadas, oito militantes invadiram os alojamentos da Equipe Olímpica Israelense. O grupo inicialmente matou dois atletas e fez outros nove reféns. A Polícia da Baviera tentou resgatar os reféns, mas falhou, e todos os nove reféns foram mortos. No fogo cruzado, cinco membros da Organização Setembro Negro foram mortos, assim como um policial alemão. Os três terroristas sobreviventes foram presos e libertados no mês seguinte como parte de uma troca de reféns após o sequestro do voo Lufthansa 615.
Desde 1973, a antiga área masculina é um bairro, e a área feminina é usada como alojamento estudantil (em alemão: "Studentenviertel auf dem Oberwiesenfeld" ou "Studentendorf"). Algumas áreas deste condomínio precisaram ser completamente reconstruídas após uma revolta estudantil. Na noite de 4 de agosto de 2007, uma festa se transformou em um pequeno tumulto, resultando em vandalismo intenso e na destruição de duas casas por um incêndio. 150 policiais foram enviados para controlar a situação.